# Grey River
Pour les articles homonymes, voir Grey.
Grey River est une petite communauté de la côte sud de Terre-Neuve, qui ne dispose d'aucun accès routier. Sa seule desserte est assurée par un traversier en provenance de François, Burgeo et Ramea.
Le village qui s'appelait Little River a été renommé en 1900, à la suite d'une épidémie de rougeole apportée par la dépêche de Saint-Jean qui croyait se rendre au village du même nom sur la côte sud-ouest.
Le village compte environ 200 habitants et vit essentiellement de la pêche.